# William Empson
William Empson (ur. 27 września 1906 w Yokefleet Hall, Howdon, zm. 15 kwietnia 1984) – angielski poeta oraz krytyk i teoretyk literatury.

## Życiorys i twórczość
Od 1925 do 1929 studiował matematykę i literaturę u prof. Ivora Armstronga Richardsa na Uniwersytecie w Cambridge. W latach 1931–1934 wykładał literaturę angielską w Tokio, a w latach 1937-1939 i 1947-1952 w Pekinie. Od 1941 do 1946 kierował chińskim działem BBC. Od 1953 był profesorem literatury angielskiej na Uniwersytecie w Sheffield.
Jako poeta wywodził się kręgów twórców skupionych wokół Wystana Hugh Audena. Uprawiał lirykę intelektualną o podłożu filozoficznym. W 1930 napisał książkę Seven Types of Ambiguity, gdzie zastosował charakterystyczną, subtelną i erudycyjną interpretację wieloznaczeniowości tekstów poetyckich. W dziele Some Versions of Pastoral z 1935 rozpatrywał różne wersje sielankowego ujmowania rzeczywistości, łącząc analizę semantyczną z wątkami psychoanalitycznymi i marksistowskimi. Z 1951 pochodzi jego praca The Structure of Complex Words poświęcona problematyce semantyki historycznej.
Był autorem zbiorów Poems (1935), The Gathering Storm (1940), Collected Poems (1955). Jako badacz należał do szkoły Ivora Armstronga Richardsa, choć w wydanych pośmiertnie esejach atakował jego twierdzenia zakładające rozdzielność interpretacji literackich i elementów biograficznych. Reprezentował nurt krytyki kontekstualnej, zajmował się wieloznacznością języka poetyckiego.